# كاثي تالبوت
كاثي تالبوت (بالإنجليزية: Kathy Talbot)‏ هي موجهة قوارب ‏ بريطانية، ولدت في 17 أغسطس 1961 في ووكينغ في المملكة المتحدة.

## وصلات خارجية
- كاثي تالبوت على موقع الاتحاد الدولي للتجديف (الإنجليزية)
- كاثي تالبوت على موقع أوليمبيديا (الإنجليزية)